# پول (فیلم ۲۰۱۹)
پول (انگلیسی: Money؛‏ کره‌ای: 돈) یک فیلم اکشن جنایی محصول کره جنوبی در سال ۲۰۱۹ به کارگردانی و نویسندگی پارک نو ری است. در این فیلم ریو جون یول، یو جی ته و جو وو جین ایفای نقش کردند. این فیلم در ۲۰ مارس ۲۰۱۹ منتشر شد.

## بازیگران
- ریو جون یول در نقش جو ایل هیون
- یو جی ته در نقش بون هو پیو / تیکت
- جو وو جین در نقش هان جی چول
- کیم جه یونگ در نقش جون وو سونگ
- وون جین آه در نقش پارک شی اون
- ایم سه می در نقش یه جی
- جین سون کیو در نقش پارک چانگ گو
- اوه هی جون
- دنیل هنی (حضور افتخاری)

## تولید
تصویربرداری اصلی در ۱۲ مه ۲۰۱۷ آغاز شد و ۲۹ اوت ۲۰۱۷ به پایان رسید.